# داني شيرلي
داني شيرلي (بالإنجليزية: Danny Shirley)‏ هو مغني وكاتب أغاني أمريكي، ولد في 12 أغسطس 1956 في تشاتانوغا في الولايات المتحدة.

## وصلات خارجية
- داني شيرلي على موقع IMDb (الإنجليزية)
- داني شيرلي على موقع ميوزك برينز (الإنجليزية)
- داني شيرلي على موقع أول ميوزيك (الإنجليزية)
- داني شيرلي على موقع ديسكوغز (الإنجليزية)